# كين ناريتا (فنان)
كين ناريتا (باليابانية: 成田 賢 ) (و. 1945 – 2018 م) هو مغني ياباني، ولد في داليان، توفي عن عمر يناهز 73 عاماً، بسبب ذات الرئة.

## روابط خارجية
- كين ناريتا على موقع ميوزك برينز (الإنجليزية)
- كين ناريتا على موقع ديسكوغز (الإنجليزية)
- كين ناريتا على موقع ديسكوغز (الإنجليزية)